# Chrám svaté kněžny Olgy (Františkovy Lázně)
Chrám svaté kněžny Olgy (rusky Це́рковь Свято́й равноапо́стольной княги́ни О́льги) je pravoslavný kostel ve Františkových Lázních v Karlovarském kraji zasvěcený svaté kněžně Olze Kyjevské. Byl vystavěn v letech 1887–1889 a jedná se o nejstarší původně pravoslavný kostel na českém území.

## Popis

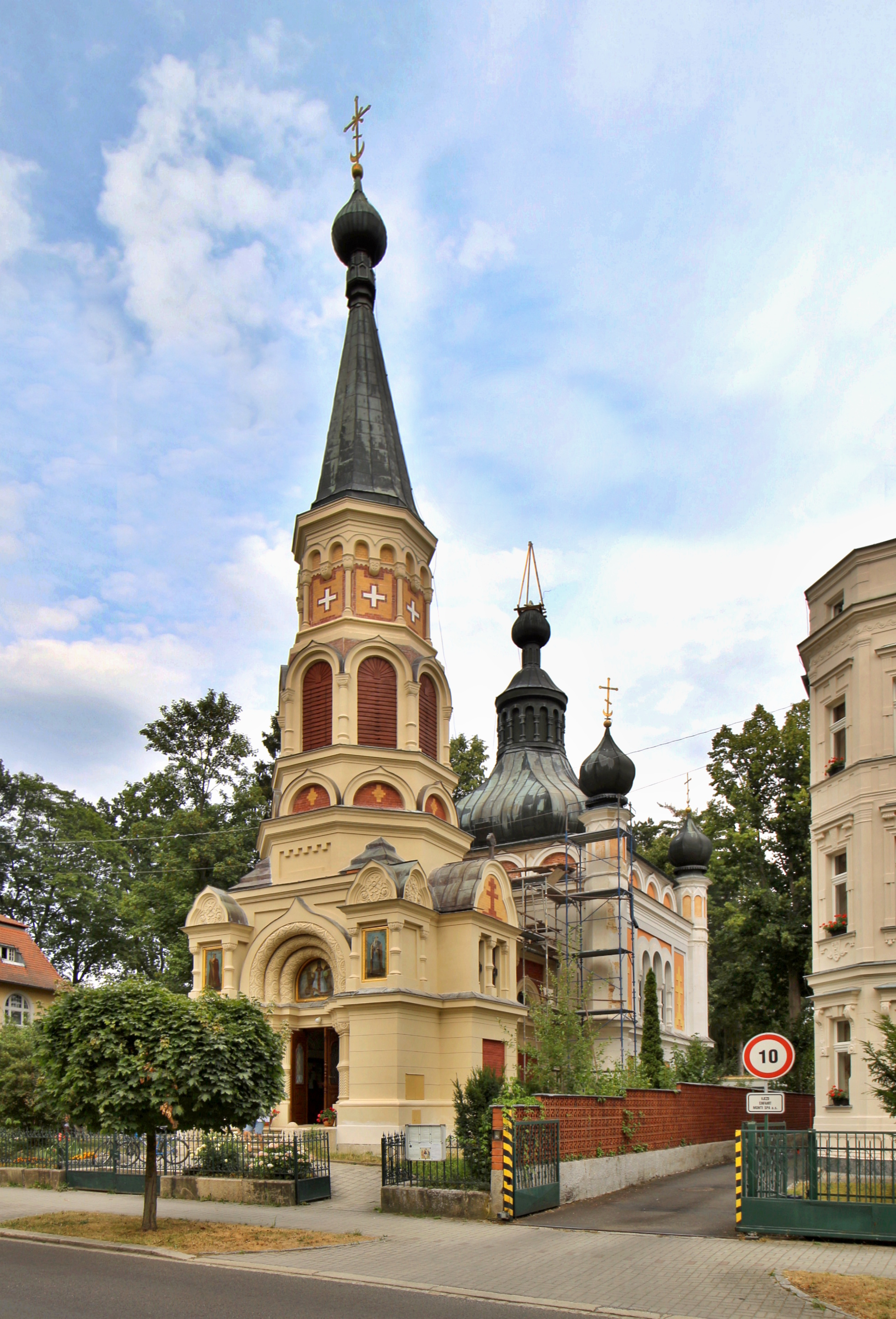
Chrám svaté kněžny Olgy

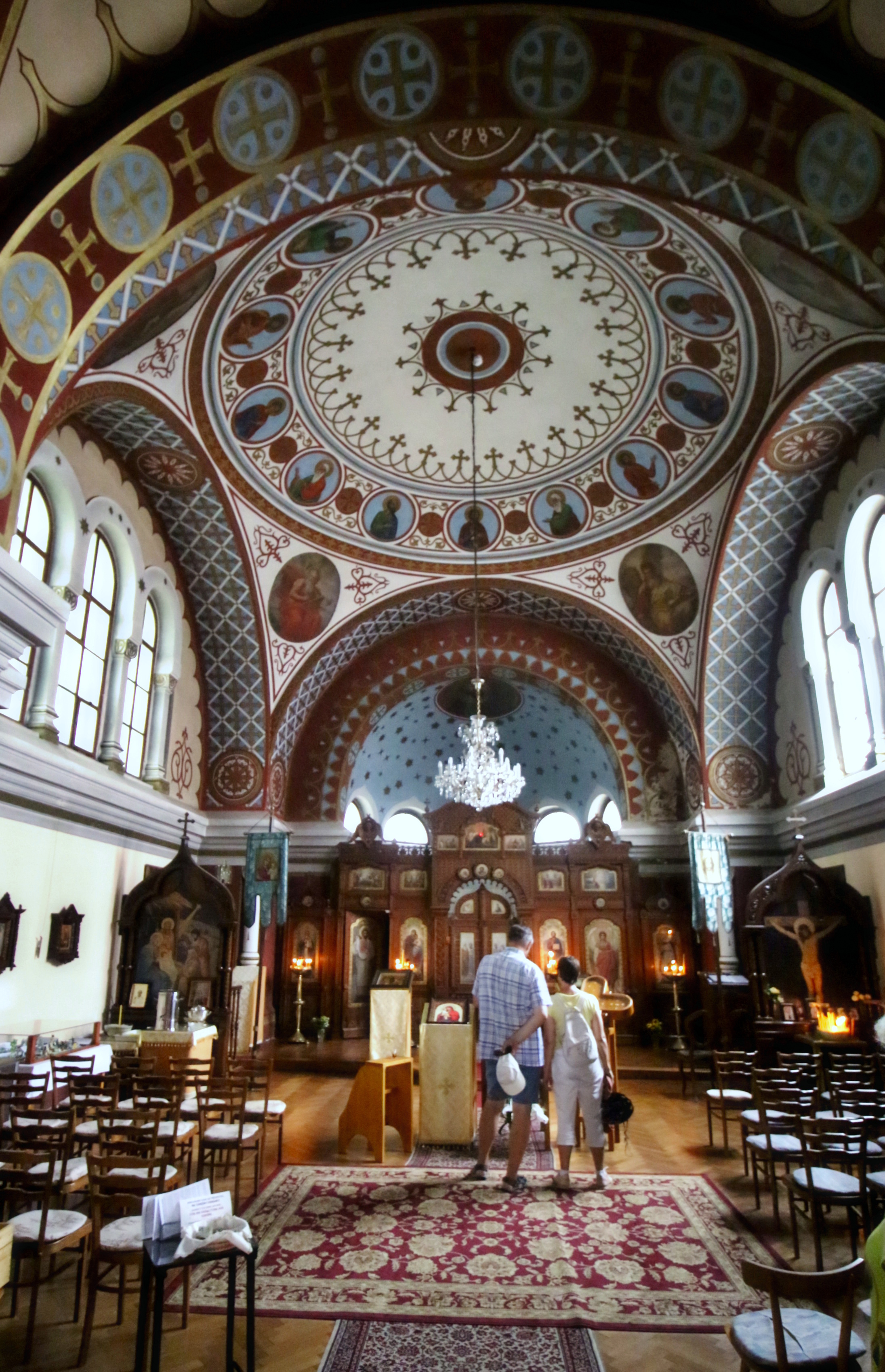
Interiér chrámu

Chrám náleží do jurisdikce chebského presbyterátu, Karlovarského okružního protopresbyterátu, pražské eparchie Pravoslavné církve v českých zemích a na Slovensku. Dlouholetým duchovním správcem byl protojerej (arcikněz) ThDr. Jan Křivka († 2013). Po něm se jeho úřadu ujal otec Vít Metoděj Kout.

## Dějiny
V roce 1880 byl ve Františkových Lázních vystavěn svatostánek pro pravoslavné lázeňské hosty ze zahraničí, zejména pak z Ruska. Bohoslužby se konaly pouze v letní sezóně. Chrám byl zpočátku v pronajaté části kolonády zvané Salzquelle (Solný pramen), poté byl roku 1881 přemístěn do vestibulu hotelu „Giselle“.
Současný kostelík byl vybudován v eklekticistním rusko-byzantském slohu podle návrhu významného františkolázeňského architekta a pozdějšího starosty (v letech 1900-1910) Gustava Wiedermanna z výnosů dobrovolných příspěvků ruských lázeňských hostí. Gustav Wiedermann je rovněž autorem dvou dalších pravoslavných chrámů v západních Čechách, chrámu svatých Petra a Pavla v Karlových Varech (1897) a chrámu svatého Vladimíra v Mariánských Lázních (1900).
Kostel byl založen františkolázeňským výborem roku 1881 bez přizvání protojereje Vladimira Semjonoviče Ladinského, jenž provedl svěcení základního kamene 25. (13.) července 1888. Obřad se na radu K. P. Pobědonosceva konal bez ohlášení až u prakticky dokončeného kostela, aby nedráždili místní katolickou církev. Vysvěcení chrámu proběhlo 7. (resp. 25.) června 1889.
Kostel a pozemek (asi 13,66 aru) byly zapsány jménem výboru, který kostel i pozemek považoval za své vlastnictví a na svých zasedáních nepodával výkazy obci.
Roku 1899 doznal kostel spíše kosmetických úprav a roku 1901 byl obehnán kamennou zídkou se železným plotem.

## Současnost
V roce 2018 bylo provedeno zkoumání a zahájena restaurace vrcholků chrámových věží. Při nich bylo zjištěno vážné poškození dřevěných částí krovu, které hrozilo vychýlením celých věží a narušení statiky. Hlavní středové věži dokonce hrozí úplná zkáza. Odborníci doporučili urychlené záchranné práce. Zároveň je plánována oprava fasád chámu. Celkové odhadované náklady přesahují částku jednoho milionu korun. I přes příspěvky od státu i od města nemá dosud pravoslavná církev na realizaci dostatek prostředků.